# Subtrama
La subtrama (también llamada trama secundaria, trama paralela, trama menor, historia secundaria, historia menor, trama B o historia B) es una parte secundaria de la trama (generalmente llamada trama principal), de manera que representa una historia secundaria de apoyo para cualquier historia o la trama principal. Las subtramas pueden conectarse con las tramas principales, ya sea en tiempo y lugar o en significado temático. Las subtramas a menudo involucran personajes secundarios, además del protagonista o antagonista. Las subtramas también pueden entrelazarse con la trama principal en algún momento de la historia.
Las subtramas se distinguen de la trama principal por ocupar menos de la acción, tener menos eventos significativos, tener menos impacto en el "mundo" de la obra y ocurrir a personajes menos importantes.

## Formas de la subtrama
En la escritura de guiones, una subtrama se denomina "historia B" o "historia C", etc.
Las subtramas son un elemento muy frecuente en el cCine y la televisión, en las series de comedia y drama particularmente seguido suelen utilizarse a los personajes que no participan directamente en la trama principal en conjunto con personajes secundarios, de vez en cuando estas tramas secundarias confluyen en una terminación con la trama principal de manera que ayudan a esta en la recta final y la afectan parcialmente.
En los videojuegos las subtramas son un elemento muy frecuente especialmente en los Contenido descargables o DLC, también se retratan en forma de campañas secundarias, o con los personajes secundarios, cuando los protagonistas quedan fuera de combate o desaparecen.

## Historia
Desde la Edad Antigua, existen en las obras literarias partes de la línea de la narrativa que subyacen a la trama principal. A menudo pobladas por personajes secundarios, también puede estar totalmente desconectado del contexto general de la obra, proporcionando una historia paralela a seguir, algo muy común en las antiguas épicas griegas y egipcias.
Particularmente utilizado en los textos del teatro británico del período isabelino, jacobino y carolino (respectivamente: 1576 - 1603 , 1603 - 1625 , 1625 - 1642), y en particular en casi todos los textos escespirianos, a menudo tiene la función de reflejar la trama principal.
Por ejemplo, en el Rey Lear de Shakespeare la historia del viejo rey burlado y maltratado por las hijas mayores recibió eco y expansión en la subtrama sobre el duque de Gloucester, el hijo "bueno" Edgar y su hijo "malo" Edmund, hace cómplice de los que lo cegarán. La ceguera física de Gloucester también tiene una relación metafórica con la ceguera espiritual del viejo Lear, y ambos salen de ella gracias a sus hijos y la aceptación ("la madurez lo es todo") de sus limitaciones humanas. En Much Ado About Nothing , del mismo autor, las historias del vejete Carruba, capitán de la guardia, y su secuaz Sorba, constituyen una trama secundaria por derecho propio en comparación con la tragicomedia.
En los textos citados, la subtrama suele actuar como un alivio cómico. En el siglo XVIII y el siglo XIX la crítica dirigida a la evaluación de estas tramas secundarias fue negativa, teniendo en cuenta la comedia que animó a los aceites crudos; La crítica contemporánea, a partir de TS Eliot, los ha revaluado, subrayando la relación de enriquecimiento y expansión con respecto a la trama principal.